# Дор (Њемачка)
Дор (њем. Dohr) општина је у њемачкој савезној држави Рајна-Палатинат. Једно је од 92 општинска средишта округа Кохем-Цел. Према процјени из 2010. у општини је живјело 683 становника. Посједује регионалну шифру (AGS) 7135021.

## Географски и демографски подаци
Дор се налази у савезној држави Рајна-Палатинат у округу Кохем-Цел. Општина се налази на надморској висини од 380 метара. Површина општине износи 5,0 km². У самом мјесту је, према процјени из 2010. године, живјело 683 становника. Просјечна густина становништва износи 136 становника/km².

## Међународна сарадња
| Мјесто  | Држава    | Врста сарадње | Од    |
| ------- | --------- | ------------- | ----- |
|         | Француска | партнерство   | 1966. |
| Малмеди | Белгија   | партнерство   | 1975. |
| Извор   |           |               |       |